# Hundraettåringen som smet från notan och försvann
Hundraettåringen som smet från notan och försvann är en svensk långfilm som hade premiär på juldagen 2016. Inspelningen började den 23 maj 2016 och är producerad av produktionsbolagen FLX och Nice Drama. Filmen är en fortsättning på Hundraåringen som klev ut genom fönstret och försvann från 2013. Hundraettåringen som smet från notan och försvann är baserad på karaktärer och universum i boken Hundraåringen som klev ut genom fönstret och försvann av Jonas Jonasson.
Storyn är skriven av Jonas Jonasson, Hans Ingemansson, Måns Herngren och Felix Herngren. För manus står Hans Ingemansson och Felix Herngren medan Felix Herngren och Måns Herngren regisserar. Robert Gustafsson gör återigen rollen som Allan Karlsson, nu 101 år gammal.

## Handling
Filmen fortsätter där den förra slutade. Efter ett år på Bali så har Allan Karlsson hunnit fylla 101 år. Allan och hans vänner har vid det här laget blivit rastlösa av sitt liv i lyx. Men när Allan bjuder på den oerhört goda läsken "Folksoda" så börjar saker att hända. Inte bara med Allan och sällskapet, men även med hämndlystna gangsters, ryska bekanta från förr och amerikanska CIA.

## Rollista (i urval)
- Robert Gustafsson – Allan Karlsson
- Iwar Wiklander – Julius Jonsson
- David Wiberg – Benny
- Shima Niavarani – Miriam
- Jens Hultén – Gäddan
- Ralph Carlsson – Glenn Aronsson
- Svetlana Rodina Ljungkvist – Stina
- Eric Stern – Håkan
- Colin McFarlane – Seth
- Georg Nikoloff – Julij Popov
- Crystal the Monkey – Apan Erlander
- Niclas Angerborn – Roland Magnusson
- Dagny Carlsson – patient på äldreboendet
- Caroline Boulton – Janet
- Joseph Long – Henry Kissinger
- Shin-Fei Chen – Sindy
- Cory Peterson – CIA Ryan Hutton
- Thanos Fotas – Säkerhetsvakt i Malmköping
- Suman C. Tharan – Säkerhetsvakt 2
- Jay Simpson – Final boss[1]

## Om filmen

### Bakgrund
Den 16 februari 2016 bekräftade Aftonbladet att en uppföljare till Hundraåringen som klev ut genom fönstret och försvann var påbörjad och att Felix Herngren skulle regissera även denna film, denna gång tillsammans med sin bror Måns Herngren.
Från början var det tänkt att Mia Skäringer som spelade karaktären Gunilla i föregångaren skulle ha medverkat i denna film, men tackade nej. Därför skrevs en ny karaktär in i filmen, Miriam, spelad av Shima Niavarani.

### Mottagande
Filmen fick blandade recensioner av filmkritiker, som ansåg att den var upprepning av sin föregångare. Allra sämst mottagande fick filmen från tidningarna Dagens Nyheter och Sydsvenskan, men fick även dålig kritik av Kulturnyheternas filmkritiker Kristoffer Viita.

### Utmärkelser
Av elva nominerade kategorier vann filmen vid Guldbaggegalan 2017 två av dem, Bästa visuella effekter samt Biopublikens pris. Iwar Wiklander nominerades till Guldbagge för bästa manliga biroll, vilket var hans första Guldbagge-nominering efter att då ha jobbat inom filmbranschen i 60 år.
| År   | Kategori                | Mottagare                        | Resultat  |
| ---- | ----------------------- | -------------------------------- | --------- |
| 2017 | Bästa film              | Malte Forssell (producent)       | Nominerad |
| 2017 | Bästa regi              | Felix Herngren och Måns Herngren | Nominerad |
| 2017 | Bästa kvinnliga biroll  | Svetlana Rodina-Ljungkvist       | Nominerad |
| 2017 | Bästa manliga biroll    | Iwar Wiklander                   | Nominerad |
| 2017 | Bästa klippning         | Henrik Källberg                  | Nominerad |
| 2017 | Bästa mask/smink        | Eva von Bahr och Love Larson     | Nominerad |
| 2017 | Bästa scenografi        | Mikael Varhelyi                  | Nominerad |
| 2017 | Bästa visuella effekter | Fredrik Nord                     | Vann      |
| 2017 | Biopublikens pris       | Malte Forssell (producent)       | Vann      |